# Травникская операция (1944)
Травникская операция 1944 года или Нападение НОАЮ на Травник в октябре 1944 (серб. Травничка операција 1944. / Напад НОВЈ на Травник октобра 1944.) — штурм города Травник, организованный частями 5-го Боснийского корпуса НОАЮ. Город обороняли несколько усташских бригад.
Штурм города завершился решительной победой партизан и полным разгромом хорватского гарнизона: потери хорватов составили около 900 убитых и свыше 700 пленных, никто из солдат не сумел сбежать из города. Югославы потеряли убитыми 94 человек и ранеными около 200, причём в бою погибли известные командиры дивизий и бригад Йосип Мажар, Петар Мечава и Лазарь Марин.